# P-15 Termit
P-15 Termit (ryska: П-15 Термит) är en sjömålsrobot som utvecklades i Sovjetunionen under 1950-talet, Nato-rapporteringsnamn för roboten är SS-N-2 Styx.

## Utveckling
Roboten utvecklades av designbyrån Raduga i mitten av 1950-talet. Målet var att utveckla en sjömålsrobot hade längre räckvidd och bättre träffchans än torpeder. Den skulle också vara kompakt och lätt nog att kunna installeras i stället för torpeder, även på små fartyg som motortorpedbåtar.
De första robotarna installerades på motortorpedbåtar av typen Projekt 183R år 1958. Robotarna skyddades av små ”hangarer” som öppnades upp för hand innan roboten kunde avfyras. Även de första robotbåtarna av typen Projekt 205 Tsunami fick denna tidiga typ av robotar.
1961 lanserades en ny version av roboten kallad P-15U. Den roboten hade fällbara vingar och avfyrades av en ny typ av cylindrisk avfyringstub (KT-97M eller dubbeltub KT-138 på Projekt 1241 Molnija). De nya avfyringstuberna var inte bara kompaktare (1 meter kortare och 0,8 m smalare), utan roboten kunde avfyras direkt ur avfyringstuben utan förberedelser. Luckan för avfyringstuben fälldes upp automatiskt av hydraulik (hydraulcylindern kan ses som en ryggås på avfyringstuberna). Tekniken med automatiskt utfällbara vingar är direkt kopierade från kryssningsroboten P-5 Pjatjorka.
1972 infördes en ny och betydligt förbättrad version kallad P-15M. Den hade dubbelt så lång räckvidd och autopilot med tröghetsnavigering. Räckvidden var ofta betydligt längre än det avstånd på vilket de robotbärande fartygen själva kunde upptäcka mål, vilket gjorde det till en vanlig taktik att avfyra robotarna mot mål lokaliserade med radarpejl.

## Historia
P-15 Termit var den första sjömålsrobot som sänkte ett fartyg i strid. Detta skedde 21 oktober 1967 då en egyptisk Projekt 183R avfyrade två Termit-robotar mot den israeliska jagaren INS Eilat utanför Port Said. Båda robotarna träffade med två minuters mellanrum och orsakade svåra skador, men inte tillräckligt för att sänka jagaren. Cirka en timme senare avfyrade ytterligare en egyptisk robotbåt sina Termit-robotar mot Eilat varav en träffade och sänkte fartyget. 47 miste livet och 41 skadades ombord på Eilat.
I december 1971 sänkte tre indiska Tsunami-båtar den pakistanska jagaren PNS Khaibar, minsveparen PNS Muhafiz och det amerikanska lastfartyget Venus Challenger med Termit-robotar under Operation Trident.

## Varianter
- P-15 – Ursprunglig version med 40 km räckvidd och icke-vikbara vingar.
- P-15U – Version med vikbara vingar och ny cylindrisk avfyringstub.
- P-15TG – Försöksversion med den infraröda målsökaren Kondor (Кондор).
- P-15M – Tyngre och 12 cm längre version med 80 km räckvidd, större sprängladdning och tröghetsnavigering.
- P-15MC – Variant av P-15M med bulgarisk elektronik för den bulgariska flottan.
- SY-1 – Kinesisk licenstillverkad kopia av P-15.
- SY-2 – Kinesisk variant med fastbränsleraket.
- HY-1 – Kinesisk licenstillverkad kopia av P-15M.
- HY-2 – Kinesisk version förlängd till 7,48 meter

## Bilder

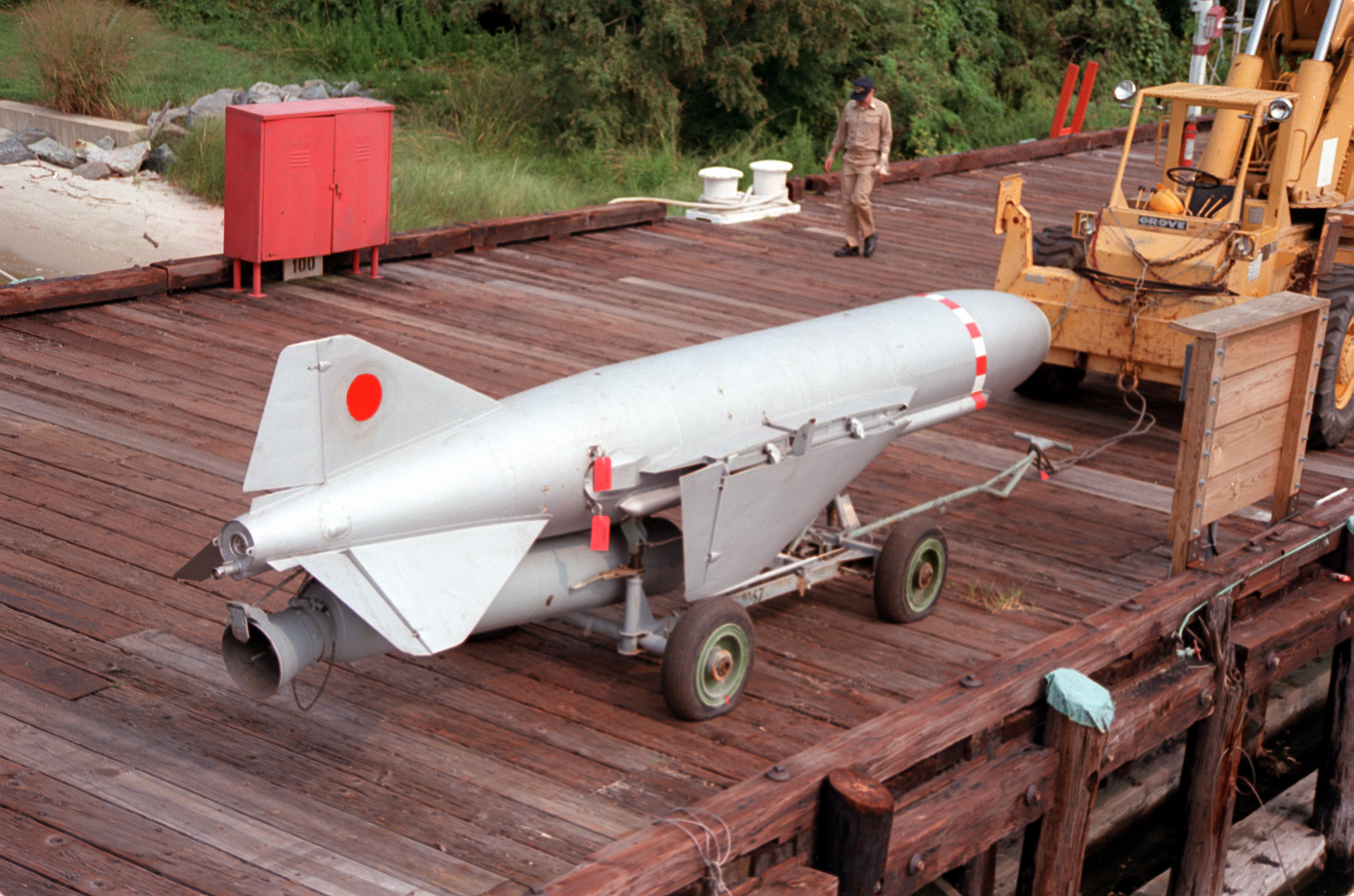
P-15M på en transportkärra.
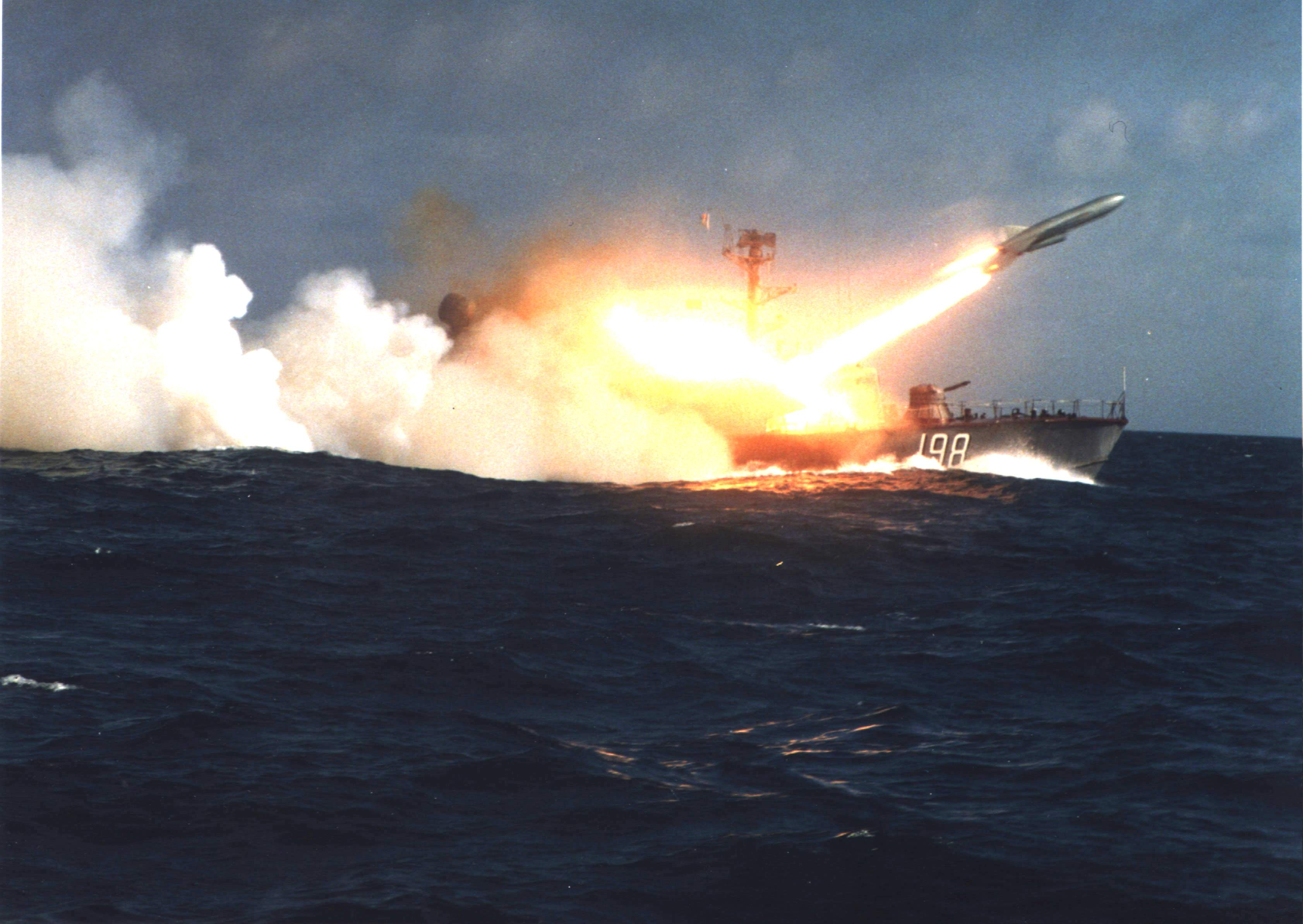
P-15 avfyras från en Tsunami-klass robotbåt.